# Isabella Bishop

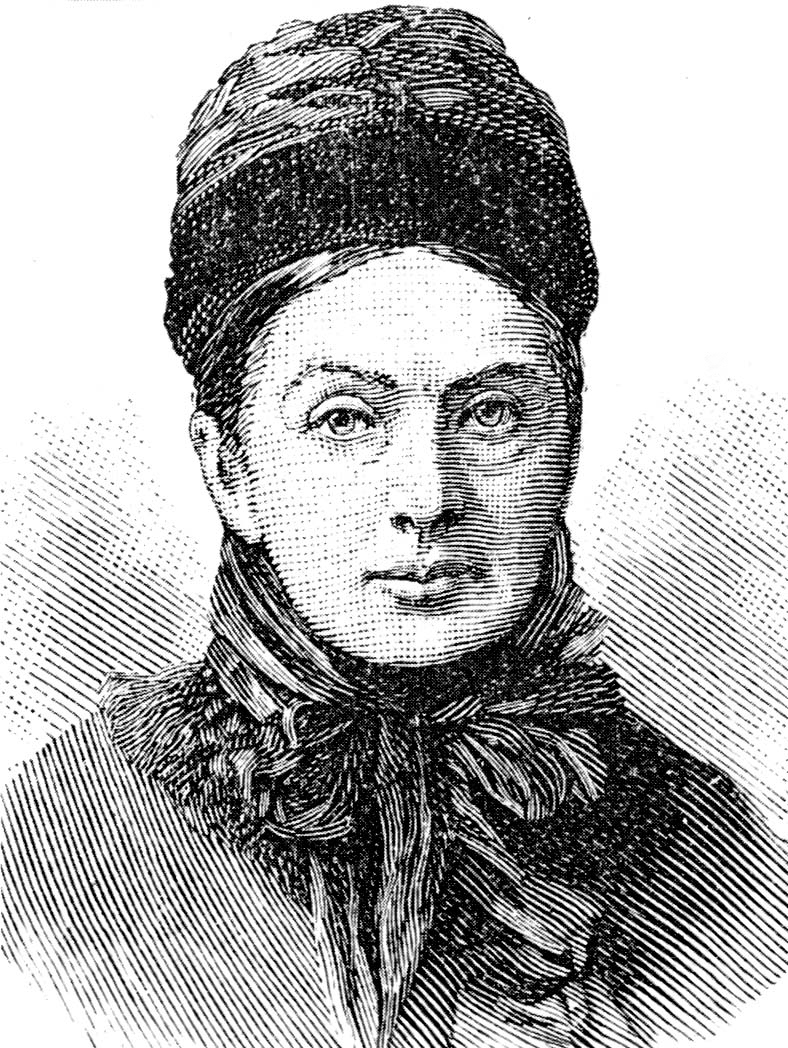
Isabella Bishop

Isabella Lucy Bishop (* 15. Oktober 1831 in Boroughbridge Hall, Yorkshire als Isabella Lucy Bird; † 7. Oktober 1904 in Edinburgh) war eine britische Reiseschriftstellerin.

## Leben
Isabella Bird war älteste Tochter des Pastors Edward Bird und dessen zweiter Ehefrau Dora, einer Tochter des Pastors Marmaduke Lawson. Ihre Schwester Henrietta wurde fünf Jahre später geboren.
Von Kindheit an hatte Isabella Bird immer wieder mit gesundheitlichen Problemen zu kämpfen. Aufgrund einer Wirbelsäulenerkrankung verordneten ihr die Ärzte viel Bewegung an der frischen Luft, und so lernte Bird bereits in jungen Jahren das Reiten. 1854 schickte ihr Vater sie auf eine Schiffsreise nach Nordamerika, um dort Verwandte zu besuchen. Ein von ihr verfasster Reisebericht erschien 1856 anonym unter dem Titel The Englishwoman in America. Im darauffolgenden Jahr unternahm sie eine Reise nach Kanada und erkundete danach Schottland. Ihre nächste größere Reise fand jedoch erst statt, als ihr Vater und ihre Mutter gestorben waren.
1872 brach sie nach Australien auf, reiste dann weiter nach Hawaii, begab sich nach Colorado und ritt schließlich 1873 im Pferdesattel durch die Rocky Mountains. Dort machte Isabella Bird auch die Bekanntschaft mit dem Abenteurer Jim Nugent. Die Briefe, in denen sie der Schwester von ihren Reise-Erlebnissen berichtete, wurden in Birds wohl bekanntestem Werk, A Lady's Life in the Rocky Mountains, veröffentlicht. Auch über ihre weiteren Unternehmungen  verfasste sie Reisebeschreibungen. Während Bird das heimische Klima offenbar nicht bekam und nach ihrer Rückkehr auf die britische Insel alte Krankheitssymptome stets wiederkehrten, machten ihr die Strapazen auf ihren Reisen und fehlender Komfort wenig aus.
Nach ihrer Rückkehr aus Amerika lebte Bird bei ihrer Schwester auf der schottischen Isle of Mull. Der Arzt John Bishop aus Edinburgh machte ihr einen Heiratsantrag, den Bird jedoch ablehnte. Stattdessen zog es sie in den Fernen Osten, wo sie Japan, China, Vietnam, Singapur und Malaysia bereiste. Nachdem 1880 ihre Schwester an Typhus gestorben war, gab sie schließlich Bishops Werben nach und heiratete ihn im Februar 1881. John Bishop starb 1886. Ihre Reisetätigkeit führte sie 1889 im Alter von fast sechzig Jahren auf den indischen Subkontinent, sie durchquerte Tibet und bereiste Persien, Kurdistan und die Türkei. 1892 wurde Isabella Bird als erste Frau in die Royal Geographical Society aufgenommen. Ihre letzte große Unternehmung führte sie 1897 nach Korea und China, wo sie entlang dem Jangtsekiang und dem Han Jiang, einem Nebenfluss des Jangtsekiang, reiste.
Ihr letztes Reiseziel war Marokko, eine neuerliche Reise nach China bereits in Planung. Wenige Monate nach ihrer Rückkehr starb Isabella Bird im Alter von fast 73 Jahren am 7. Oktober 1904 in ihrem Haus in Edinburgh. Ihre letzte Ruhestätte fand sie auf dem Dean Cemetery of Edinburgh.

## Werke

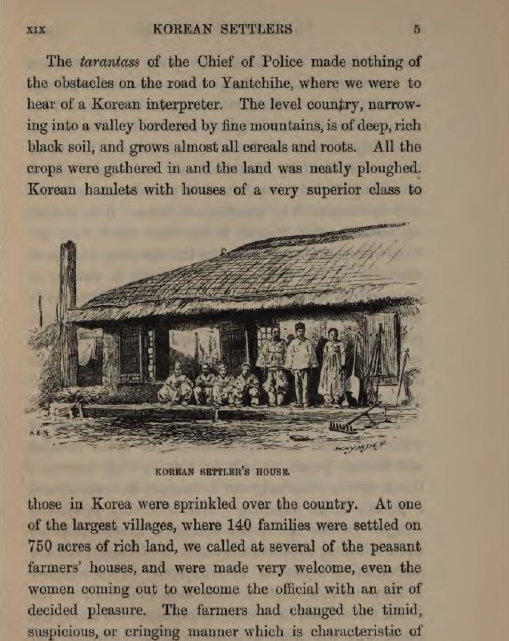
Korea and Her Neighbours (1898)

- 1876: Six Months in the Sandwich Islands.
- 1879: A Lady's Life in the Rocky Mountains, John Murray, New York 1879.
  - deutsch: übersetzt und mit einem Nachwort versehen von Silvia Dörfle: Eine Lady in den Rocky Mountains. Ullstein Taschenbuch, Frankfurt am Main 1989, ISBN 3-548-30220-3.
- 1880: Unbeaten Tracks in Japan., dt. Unbetretene Reisepfade in Japan.
- 1883: In the Golden Chersonese.
- 1891: Journeys in Persia and Kurdistan.
- 1894: Among the Tibetans.
- 1898: Korea and Her Neighbours.
- 1899: The Yangtze Valley and Beyond.